# 도글라스 페레이라 두스 산투스
도글라스 페레이라 두스 산투스(포르투갈어: Douglas Pereira dos Santos, 1990년 8월 6일 ~ )는 도글라스(Douglas)라는 이름으로 알려져 있는 브라질의 축구 선수로 포지션은 풀백이다.